# Christine Van Den Wyngaert
Christine Baronin Van Den Wyngaert (* 2. April 1952 in Antwerpen) ist eine belgische Rechtswissenschaftlerin. Von 2005 bis 2009 war sie Richterin am Internationalen Strafgerichtshof für das ehemalige Jugoslawien und vom 11. März. 2009 bis zum 10. März 2018 Richterin am Internationalen Strafgerichtshof in Den Haag.

## Leben
Van Den Wyngaert erhielt 1974 das Lizenziat in Rechtswissenschaften an der Vrije Universiteit Brussel (VUB) und 1975 ebenda das Lizenziat in Kriminologie. 1979 promovierte sie summa cum laude an der VUB zum Doctor juris. Von 1974 bis 1984 war sie als Research fellow tätig, bevor sie 1985 an der Universität Antwerpen zur ordentlichen Professorin für Strafrecht und Strafprozessrecht ernannt wurde. 1996/97 hielt sie sich zu Forschungszwecken an der University of Cambridge auf und war 2001 Gastprofessorin an der Universität Stellenbosch in Südafrika. Im Fall Arrest Warrant of 11 April 2000 (Demokratische Republik Kongo gegen Belgien) wurde sie von Belgien als Ad-hoc-Richterin am Internationalen Gerichtshof nominiert.
Am 17. November 2005 wurde sie zur Richterin am Internationalen Strafgerichtshof für das ehemalige Jugoslawien ernannt, dem sie zuvor bereits seit Dezember 2003 als Ad-litem-Richterin angehört hatte. Bei der Konferenz der Vertragsstaaten des Rom-Statuts im Januar 2009 wurde sie mit 73 Stimmen für eine Amtszeit von neun Jahren zur Richterin am Internationalen Strafgerichtshof gewählt und gehört dort der Hauptverfahrensabteilung an. Am 10. März 2018 schied sie turnusgemäß aus dem Richterkollegium aus.
Für ihre Verdienste wurde Van Den Wyngaert mehrfach ausgezeichnet. So erhielt sie 1977 den Janine Segers Preis, 1980 den Winkler Prins Preis und 1985 den von der VUB für ein völkerrechtliches Werk verliehenen und mit 2500 € dotierten Henri Rolin Preis. Zudem wurde ihr 2006 der Preis der Human Rights League verliehen. Ehrendoktorwürden erhielt sie 2001 von der Universität Uppsala, 2010 von der Universität Brüssel und 2013 von der Case Western Reserve University (Cleveland, Ohio) sowie von der Universität Maastricht. Der belgische König verlieh ihr den Adelstitel Baronin.

## Publikationen (Auswahl)
- The Political Offence Exception to Extradition. The Delicate Problem of Balancing the Rights of the Individual and the International Public Order. Kluwer, Deventer 1980, ISBN 90-268-1185-3.
- Criminal procedure systems in the European Community. Butterworths, London 1993, ISBN 0-406-02276-3.
- Jurisdiction over crimes of terrorism. In: Terrorism and the military. Asser, Den Haag 2003, ISBN 90-6704-161-0, S. 147–156.
- Strafrecht, strafprocesrecht & internationaal strafrecht: in hoofdlijnen. 6. Aufl. Maklu, Antwerpen 2006, ISBN 978-90-466-0065-8.